# 阿茲特克大學
阿茲特克大學（西班牙語：Universidad Azteca，縮寫 UA；英語：Azteca University），是墨西哥一所非營利私立大學。。
墨西哥是在墨西哥州一個社區坐落大墨西哥城地區。阿茲特克大學是一所私立大學，為聯邦教育部（RVOE）承認及授予官方研究有效性，由聯邦教育部認可，並被聯邦政府認可提供高等教育和獎勵研究生和研究生大學學位。根據墨西哥高等教育法律，阿茲特克大學有權提供學習課程和聯邦教育部（RVOE）學位，並提供自主課程和獎學金的大學。具有RVOE（認證）的研究領域有管理信息學;建築學;商業管理學;科學教育;國際商務學;法律學;心理學;及公共會計學。大學根據博洛尼亞進程(Bologna Process)頒發本科學士學位，碩士學位，研究生碩士和博士學位的國際課程，並頒發補充文憑(Diploma Supplement)。阿茲特克大學國際網絡系統是大學延伸，與全球其他大學合作，分支校園設在奧地利，瑞士，阿拉伯聯合酋長國，及印度。

## 歷史
阿茲特克大學是附屬阿茲特克高等教育中心之大學。阿茲特克私立大學成立於1984年，並於1987年通過墨西哥公共教育部（SEP）的認可。

## 學術評審
該大學獲得墨西哥聯邦教育部 (ROV) 及墨西哥公共教育部（SEP）頒發的本科學位和研究生學位認證。. 它在官方墨西哥政府文化和科學信息交流網絡公告為認可墨西哥大學。阿茲特克大學也公告為聯合國教育，科學及文化組織（聯合國教科文組織）的國際大學協會之認可大學。
阿茲特克大學在2013年至2017年，由英國國際大學和大學認證服務機構, Accreditation Service for International School, Colleges and Universities (ASIC)  認證為第–等 (PREMIER PROVIDER) 的認證大學。 根據奧地利高等教育質量保證法，阿茲特克大學由奧地利科學和研究部正式批准提供並通過註冊為奧地利認可之歐洲及國際大學課程。

## 院系和課程
根據墨西哥憲法和高等教育法律，阿茲特克大學被授權頒發聯邦教育部 (RVOE) 學位，並擁有頒發自主大學的學術和專業高等學位資格(grados propios)。 該大學提供傳統（校園）和虛擬電子（實時）學習及各種專業及研究學位。 專業及研究領域 包括：
- 商業管理
- 建築，建築工程
- 科學教育和教育學
- 國際商務
- 公共會計與會計（包括財務管理）和教育科學
- 法律（一般，財政和刑法典中的專業）
- 信息系統和數據處理（IT）
- 心理學（包括神經語言心理治療和教練）

## 歐洲及國際課程
阿茲特克大學 - 歐洲及國際課程是歐洲商業教育委員會, European Council for Business Education (ECBE) 的批准成員。 ECBE是歐洲高等教育質量保證協會（ENQA）的附屬機構，其認可 ECBE 作為真正的質量保證機構和高等教育機構和網絡。 阿茲特克大學歐洲及國際課程院系設在奧地利，在奧地利提供的所有課程經奧地利聯邦科學和研究部正式批准和註冊，並相當於奧地利大學課程，符合奧地利學位質量法案要求及保證 高等教育標準。 阿茲特克大學提供一系列大學學位課程帶給歐洲和國際學生作為單一或雙學位進修，課程包括驗證學位，在線教學學位，研究碩士學位和研究博士課程。